# Nuclear Assault
A Nuclear Assault az USA-ban azon belül New Yorkban 1984-ben alakult thrash metal együttes. Az amerikai thrash színtér második vonalába tartozó együttest olyan zenekarokkal említik egy lapon mint az Exodus, Death Angel és az Overkill.

## Története
A zenekart az Anthraxből távozott basszusgitáros Danny Lilker alapította, így az ő és a hozzá csatlakozó John Connelly játéka lett a mérvadó a később megjelent albumokon. Az első három stúdió lemezük a Game Over, Survive és a Handle With Care mindmáig a crossover thrash stílus klasszikusai közé sorolható. Az elkészült ötödik album sikertelensége után feloszlottak, de később 2003-ban új tagokkal kiegészülve újra élesztették az együttest és 2005-ben megjelentették a Third World Genocide című albumukat.

## Diszkográfia

### Stúdió albumok
- 1986: Game Over
- 1988: Survive
- 1989: Handle With Care
- 1991: Out Of Order
- 1993: Something Wicked
- 2005: Third World Genocide

### Koncertalbumok
- 1989: Live at The Hammersmith Odeon
- 2003: Alive Again

### EP
- 1986: Brain Death
- 1987: The Plague
- 1988: Good Times Bad Times

## Külső hivatkozások
- Hivatalos weboldal